# Pkgsrc

pkgsrc (engleză package source) este un utilitar folosit pentru extragerea și instalarea pachetelor pentru toate sistemele cu kernelul BSD, sistemele Solaris, AIX, Interix și alte câteva. E bazat pe linia de comandă și este foarte puternic. Suportă "Dependency Tracking", selectarea platformei, configurații complexe pentru modificarea surselor software, și ușureaza instalația aplicațiilor pe sistemele descrise mai sus. Conține peste 8000 de pachete.

## Platformele suportate
| Platforma                                     | Data adăugării |
| --------------------------------------------- | -------------- |
| NetBSD                                        | august 1997    |
| Solaris                                       | martie 1999    |
| Linux                                         | iunie 1999     |
| Darwin and Mac OS X                           | octombrie 2001 |
| FreeBSD                                       | noiembrie 2002 |
| OpenBSD                                       | noiembrie 2002 |
| IRIX                                          | noiembrie 2002 |
| BSD/OS                                        | decembrie 2003 |
| AIX                                           | decembrie 2003 |
| Interix (Microsoft Windows Services for Unix) | martie 2004    |
| DragonFlyBSD                                  | octombrie 2004 |
| OSF/1                                         | noiembrie 2004 |
| HP-UX                                         | aprilie 2007   |
| QNX                                           | octombrie 2007 |
| Haiku                                         | ianuarie 2010  |
| MINIX 3                                       | august 2010    |
| Illumos                                       | februarie 2011 |

Unele pachete pkgsrc pot fi instalate pe Slackware fără probleme.

## Binare
Pachetele binare, care sunt produse de către pkgsrc pot fi utilizate fără a fi necesară compilarea de la sursă. NetBSD conține deja instrumentele necesare pentru gestionarea pachetelor binare. O răsfoibila lista de pachete, inclusiv link-uri către disponibilele pachete binare, este disponibilă.
Pachete binare sunt disponibile pe ftp.NetBSD.org și oglinzi în directorul /pub/pkgsrc/packages/ (a se vedea ghidul pkgsrc pentru mai multe detalii). În cazul în care instrumentele de gestionare a pachetelor binare nu există pe o platformă sau sunt prea vechi, acestea sunt furnizate împreună cu pachete binare într-o arhivă numită bootstrap.tar.gz, care trebuie să fie extrasă în directoriul root /. e unele platforme aveți nevoie de procesul de bootstrap pkgsrc pentru a obține și instala pachetul de instrumente de gestionare.  Apoi, puteți rula utilitarul pkg_add pentru a instala pachete binare. Instrucțiuni detaliate sunt disponibile în ghidul pkgsrc.